# Savukrunni
Savukrunni är en ö i Finland. Den ligger i Bottenviken och i kommunen Kemi i den ekonomiska regionen  Kemi-Torneå i landskapet Lappland, i den norra delen av landet. Ön ligger omkring 120 kilometer sydväst om Rovaniemi och omkring 600 kilometer norr om Helsingfors.
Öns area är 0,4 hektar och dess största längd är 240 meter i nord-sydlig riktning.